# NGC 3474
NGC 3474 é uma galáxia espiral (S) localizada na direcção da constelação de Leo. Possui uma declinação de +17° 05' 46" e uma ascensão recta de 10 horas, 58 minutos e 08,7 segundos.
A galáxia NGC 3474 foi descoberta em 24 de Abril de 1887 por Lewis A. Swift.